# Barons voleurs
Cet article concerne le patronat américain au XIXe siècle. Pour les propriétaires fonciers médiévaux, voir Baron-bandit.

The protectors of our industries, caricature montrant Cyrus Field, Jay Gould, Cornelius Vanderbilt et Russell Sage assis sur des sacs de millions de dollars dans un grand radeau porté par les travailleurs issus de divers métiers.

Barons voleurs est une locution péjorative qu'on trouve dans la critique sociale et la littérature économique pour caractériser certains hommes d'affaires riches et puissants des États-Unis au XIXe siècle. Dans l'histoire des États-Unis, l'âge doré voit l'éclosion de ces capitaines d'industrie qui façonnent le rêve américain mais sont aussi accusés, à cette période de capitalisme sauvage, d'exploiter et éventuellement réprimer la main-d'œuvre, ainsi que de pratiquer la corruption.

## Historique
L'expression apparaît dans la presse américaine, en août 1870, dans le magazine The Atlantic Monthly, pour désigner les entrepreneurs pratiquant l'exploitation pour accumuler leurs richesses. Leurs pratiques incluent le contrôle des ressources nationales, l'influence sur les hauts fonctionnaires, le paiement de salaires extrêmement bas, l'écrasement de leurs concurrents par leur acquisition en vue de créer des monopoles et de pousser les prix à la hausse, ainsi que la manipulation des cours des actions vers des prix artificiellement hauts, actions vendues à des investisseurs voués à l'appauvrissement dès le cours retombé, aboutissant à la disparition de la société cotée. L'expression, forgée par les muckrakers (« fouille-merde »), allie le sens de « criminel » (voleur) et celui de « noblesse douteuse » (un « baron » est un titre illégitime dans une république).
Le président Theodore Roosevelt est intervenu contre les monopoles en obtenant du gouvernement conservateur qu'il mette au pas ces capitaines d'industrie, qu'il appelle des « malfaiteurs de grande fortune » et des « royalistes de l'économie ».

## Liste des hommes d'affaires qualifiés de barons voleurs

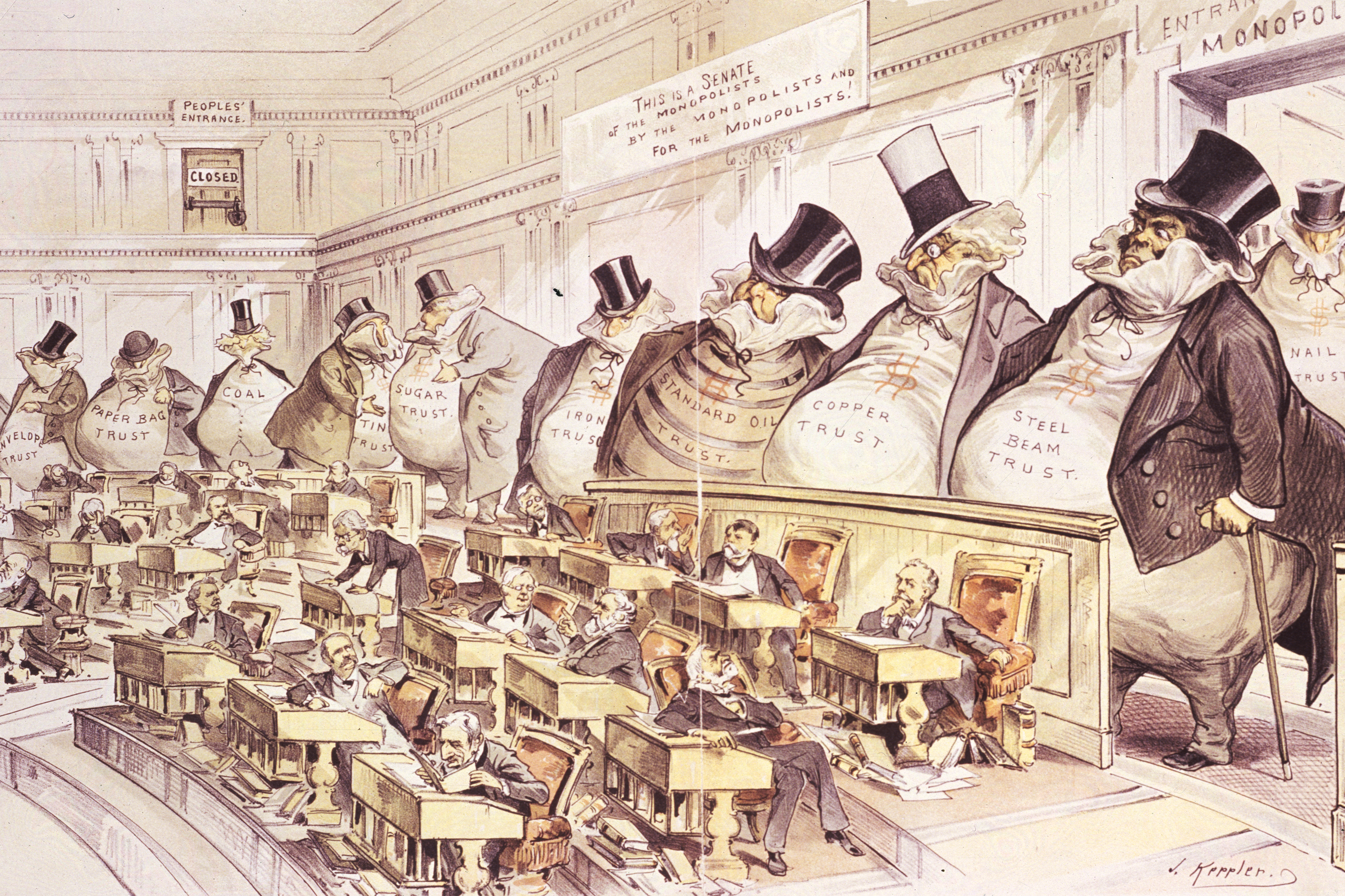
Les patrons du Sénat, par Joseph Ferdinand Keppler en 1889 dans Puck.

Les personnes listées ci-dessous sont citées par Matthew Josephson, dans son ouvrage Robber Barons, The Great American Capitalists (1934), sauf autre source mentionnée :
- John Jacob Astor (fourrures, immobilier) – New York
- Andrew Carnegie (acier) – Pittsburgh et New York
- William A. Clark (cuivre) – Butte (Montana)[2]
- Jay Cooke (finance) – Philadelphie
- Charles Crocker (chemins de fer) – Californie
- Daniel Drew (en) (finance) – New York
- James Buchanan Duke (tabac) – Durham (Caroline du Nord)
- Marshall Field (grand magasin) – Chicago[3]
- James Fisk (finance) – New York
- Henry Morrison Flagler (chemins de fer, pétrole) – New York et Floride[4]
- Henry Clay Frick (acier) – Pittsburgh et New York
- John Warne Gates (en) (fil de fer barbelé, pétrole) –  Texas[5]
- Jay Gould (chemins de fer) – New York[6]
- Edward Henry Harriman (chemins de fer) – New York[7]
- Charles T. Hinde (en) (chemins de fer, transport fluvial, hôtels) - Illinois, Missouri, Kentucky, Californie
- Mark Hopkins (chemins de fer) – Californie
- Collis Potter Huntington (chemins de fer) - Californie
- Andrew W. Mellon (finance, pétrole) - Pittsburgh
- J. P. Morgan (finance, banque d'affaires) – New York
- John Cleveland Osgood (en) (charbon, sidérurgie) -  Colorado[8]
- Henry B. Plant (chemins de fer) – Floride[9]
- John D. Rockefeller (pétrole) – Cleveland et New York
- Charles M. Schwab (acier) – Pittsburgh et New York
- Joseph Seligman (banque) – New York
- John D. Spreckels (en) (transport fluvial, chemins de fer, sucre) – Californie
- Leland Stanford (chemins de fer) - Californie
- Cornelius Vanderbilt (transport fluvial, chemins de fer) – New York[10]
- Charles Tyson Yerkes (transport urbain) – Chicago[11]